# Pavia

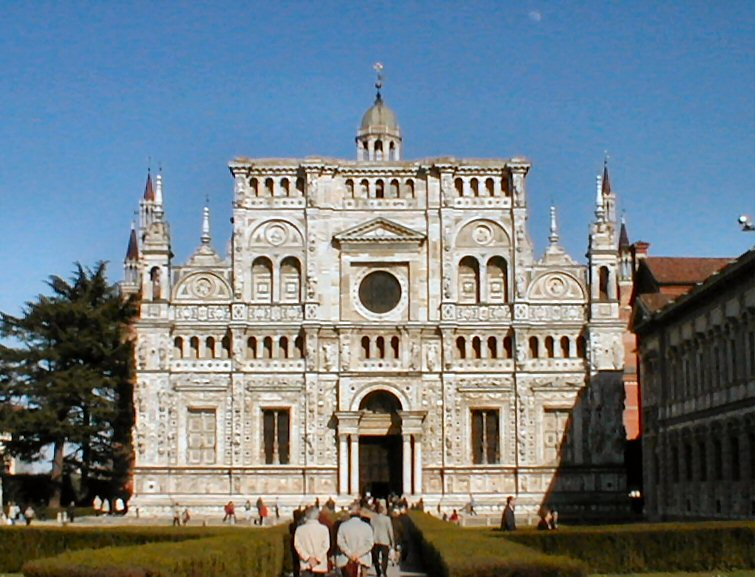
Certosa của Pavia.

Pavia, Ticinum cổ đại, là một thị xã và đô của phía Tây Nam Lombardia, miền bắc Ý, cự ly 35 km về phía nam của Milano về hạ lưu sông Ticino nơi hợp lưu của nó với sông Po. Đây là thủ phủ của tỉnh Pavia. Nó có một dân số khoảng 71.000 người. Đô thị này đạt được tầm quan trọng chính trị cao nhất của mình vào giữa thời kỳ năm 568 và 774, là thủ đô của Vương quốc Lombard.
Pavia là thủ phủ của một tỉnh cùng tên nổi tiếng với đất đai màu mỡ, phù hợp cho sản xuất các nông sản bao gồm rượu, gạo, ngũ cốc, và các sản phẩm sữa. Mặc dù có một số ngành công nghiệp nằm ở ngoại ô, những xu hướng không phá vỡ bầu không khí yên bình của thị xã. Pavia có Đại học Pavia.